# 루나 파크 시드니
루나파크 시드니(Luna Park Sydney)는 호주 뉴사우스웨일스주에 있는 놀이공원이다. 이전에는 시드니 루나파크, 루나파크 밀슨스 포인트, 하버사이드 놀이공원으로 불렸다.

## 연혁
1935년: 시드니 하버브리지의 북쪽 진입로에서 약 600미터 정도 떨어진 곳에 지어짐. 연중무휴로 영업했을 당시 1972년까지 70개월 시즌제로 운영됨.
1979년 중순: 유령 열차 화재 사건으로 인해 6명의 아이들과 1명의 성인이 사망한 직후 폐장. 유원지의 대부분이 철거되었으며 새 놀이공원이 건설됨. 이 공원은 루나파크의 이름을 다시 사용하기 전에 원래는 하버사이드 놀이공원이라는 이름으로 운영되었다.
1988년: 자체 기술 점검 결과 몇몇 놀이기구들의 긴급한 수리가 필요했기 때문에 다시 폐장. 루나파크 시드니의 소유주들은 뉴사우스웨일스주 정부가 제시한 마감 기한 이전에 놀이기구들을 수리하고 놀이공원을 재개장 하지 못해 소유권이 새 기관으로 이전됨.
1995년: 재개장한 루나파크는 13개월 후 빅 디퍼 롤러코스터 때문에 다시 한번 폐장. 놀이공원 위 절벽 꼭대기의 주민들이 소음공해에 대해 항의해 롤러코스터의 운영 시간이 크게 제한되었고 그로 인해 방문객의 수가 감소해 놀이공원이 이윤을 낼 수 없었기 때문.
2004년: 또 한번의 재건축 이후 루나파크는 재개장했으며 이후 계속 운영중임.

## 문화유산
루나파크 시드니는 문화유산으로 등록된 놀이공원이다. 루나파크는 뉴사우스웨일스주 정부의 기관인 루나파크 리저브 트러스트의 소유이며 2010년 3월 5일에 뉴사우스웨일스주 문화유산에 등록되었다.
루나파크는 정부 법안으로 보호되는 세계 2개의 놀이공원 중 하나다. 루나파크의 건물 몇 개 역시 (현재는 사용하지 않는다.) 국유지관리국과 뉴사우스웨일스주 문화유산으로 등록되어 있다. 루나파크는 몇 편의 영화와 TV 쇼의 촬영지로 사용되어왔다.